# تیم ملی بسکتبال بحرین
تیم ملی بسکتبال بحرین،نماینده بحرین در مسابقات بین‌المللی بسکتبال است و توسط انجمن بسکتبال بحرین کنترل کنترل می‌شود.